# アルバート・スアレス
- アルベルト・スアレス

アルベルト・ホエ・スアレス・スベーロ（スペイン語: Albert Joe Suarez Subero, 1989年10月8日 - ）は、ベネズエラ・ボリバル州シウダーグアヤナ出身のプロ野球選手（投手）。右投右打。MLBのボルティモア・オリオールズ所属。
日本語メディアでは、アルバートと表記されることが多い。実弟は同じくプロ野球選手のロベルト・スアレス。

## 経歴

### プロ入りとレイズ傘下時代
2006年7月2日にアマチュア・フリーエージェントとしてタンパベイ・デビルレイズと契約。
2009年にトミー・ジョン手術を受けた。
2010年に復帰し、オフの11月19日にメジャー契約を結んでレイズの40人枠入りを果たした。
レイズ傘下には2014年まで在籍したが、メジャー昇格は果たせなかった。オフの11月8日にFAとなった。

### エンゼルス傘下時代
2014年12月8日にロサンゼルス・エンゼルス・オブ・アナハイムとマイナー契約を結んだ。
2015年は傘下のAA級アーカンソー・トラベラーズでプレーした。オフの11月13日にFAとなった。

### ジャイアンツ時代
2015年11月26日にサンフランシスコ・ジャイアンツとマイナー契約を結んだ。
2016年の開幕は傘下のAAA級サクラメント・リバーキャッツで迎え、5月6日にメジャー契約を結んでアクティブ・ロースター入りした。5月8日のコロラド・ロッキーズ戦でメジャーデビューを果たし、11日のトロント・ブルージェイズ戦でメジャー初勝利を挙げた。この年メジャーでは22試合（先発12試合）に登板して3勝5敗、防御率4.29、54奪三振を記録した。
2017年は18試合に登板して0勝3敗1セーブ、防御率5.12、34奪三振を記録した。オフの12月1日にノンテンダーFAとなったが、10日にジャイアンツとマイナー契約を結んで再契約した。

### ダイヤモンドバックス傘下時代
2017年12月14日に行われたルール・ファイブ・ドラフトでアリゾナ・ダイヤモンドバックスから指名され、移籍した。

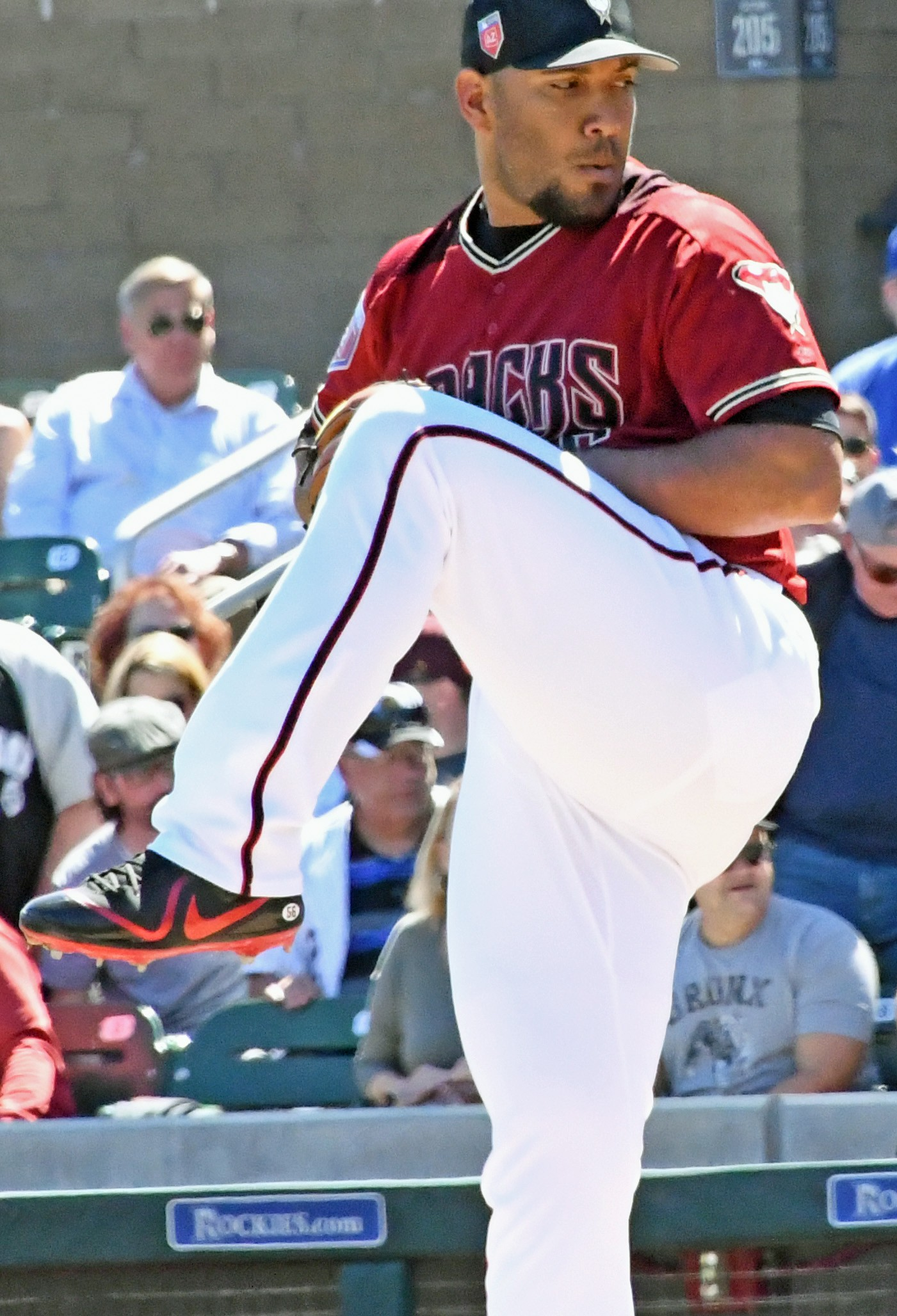
アリゾナ・ダイヤモンドバックス時代
（2018年3月19日）

2018年3月24日にDFAとなり、27日にマイナー契約で傘下のAAA級リノ・エーシズへ配属された。

### ヤクルト時代

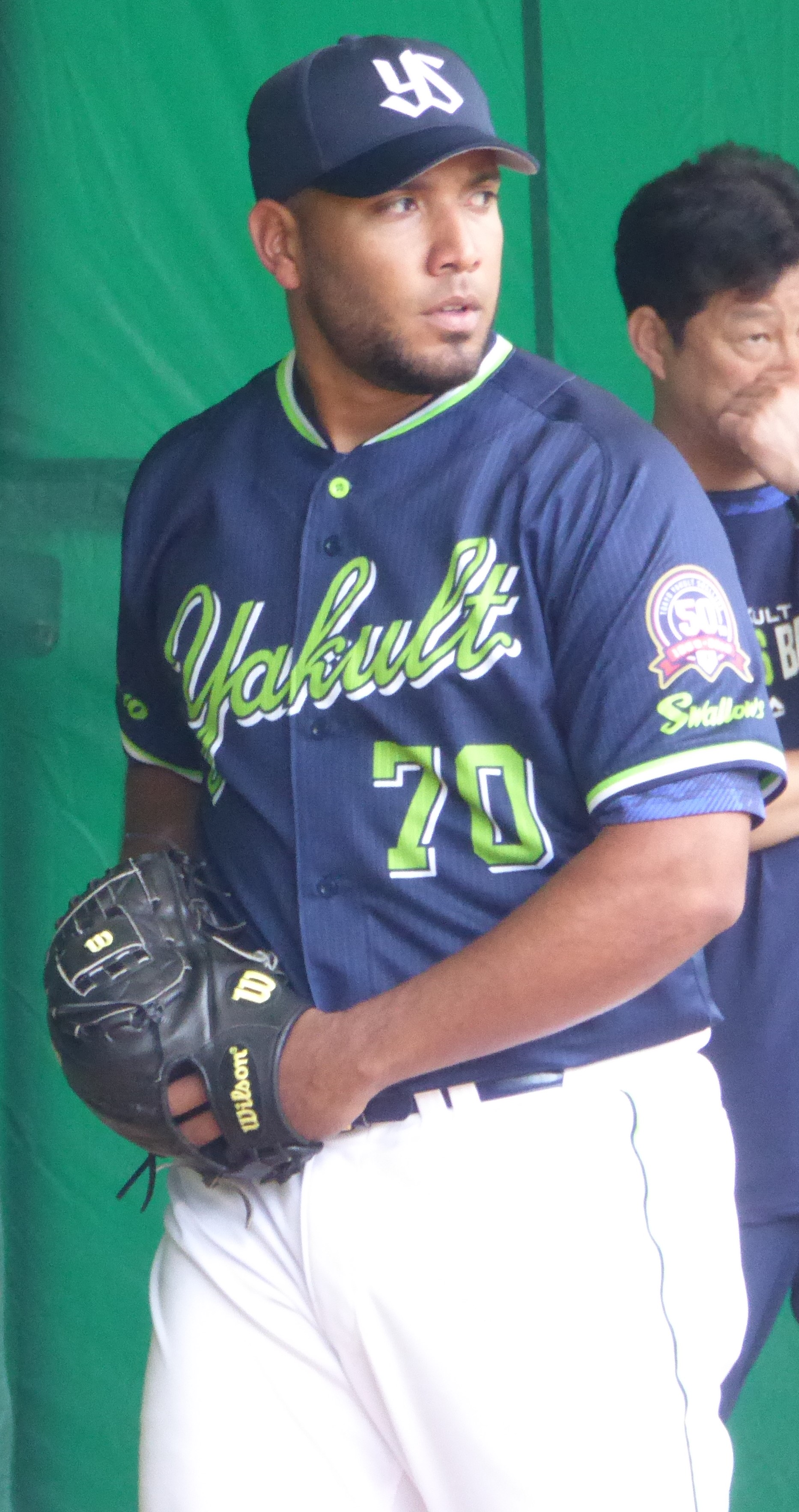
東京ヤクルトスワローズ時代
（2019年2月10日）

2018年12月25日にスコット・マクガフとともに東京ヤクルトスワローズと契約した。背番号は70。
2019年は4月25日の対読売ジャイアンツ戦に先発登板し、6回を94球、被安打3無失点の好投で、NPB初勝利を挙げた。5月15日の広島東洋カープ戦で上半身のコンディション不良を訴え1回で降板。2軍での復帰は8月、1軍での復帰は9月と遅れ、最終的にシーズンわずか4試合の先発登板にとどまった。シーズン終了後に翌年の再契約を結び、また背番号を43に変更した。
2020年は12試合に先発登板し、4勝4敗、防御率2.67という成績を記録した。また10月19日の対阪神タイガース戦（阪神甲子園球場）に弟のロベルト・スアレスが登板。プロ野球史上初の「外国人兄弟投手が同一試合に登板」を実現した。11月16日に、推定年俸5200万円＋出来高払いで残留することが発表された。
2021年はシーズン途中からリリーフに配置転換。10月3日の対広島東洋カープ戦でNPB初セーブを記録し、また阪神の守護神である弟ロベルトもこの日にセーブを記録したため、兄弟が同日にセーブを記録するという記録を作った。ヤクルトは日本シリーズに進出し、スアレスも2試合に登板して合計2.2回を無失点に抑えた。最終的にヤクルトが4勝2敗で20年ぶり6度目の日本シリーズ優勝を決め、スアレス自身初めてとなる日本シリーズ優勝を経験した。12月2日、ヤクルトの保留者名簿から漏れ退団が決まった。

### サムスン時代
2021年12月7日、KBOリーグのサムスン・ライオンズとの2022年シーズンの選手契約が発表された。
2022年は30試合（先発29試合）に登板し、チームの得点力不足やリリーフ投手が逆転されるなどの不運が重なり勝ち星こそ6勝に終わったものの、防御率はリーグ4位（2.49）、投球回数はリーグ8位（チーム最多の173.2イニング）、奪三振はリーグ6位（159）、WHIPはリーグ9位（1.16）、クオリティ・スタートはリーグ7位（19回）と、先発投手としての役割を十分に果たした。チームは内容を評価し、2023年も再契約することが決まった。
2023年は19試合に先発登板して4勝を記録していたが、8月6日のLGツインズ戦の試合中に左ふくらはぎの筋損傷の故障を負い途中降板。回復まで約1カ月かかることから、チームは新外国人投手を探す方向性を固め、8月10日にウェーバー公示されて退団した。

### オリオールズ時代
2023年12月31日、ボルティモア・オリオールズとマイナー契約を結んだ。
2024年は4月中旬からメジャーに昇格し、4月22日には先発登板して5.2イニングを投げて4安打、無失点、5奪三振を記録し、トラビス・ブラックリーに次ぎ史上2位の間隔が空いて大リーグで2860日ぶりに勝利を記録した。

## 選手としての特徴
最速で160km/hに達する速球を軸に、ツーシーム、スライダー、カーブ、チェンジアップを投げる。

## 詳細情報

### 年度別投手成績
| 年 度    | 球 団    | 登 板 | 先 発 | 完 投 | 完 封 | 無 四 球 | 勝 利 | 敗 戦 | セ 丨 ブ | ホ 丨 ル ド | 勝 率 | 打 者 | 投 球 回 | 被 安 打 | 被 本 塁 打 | 与 四 球 | 敬 遠 | 与 死 球 | 奪 三 振 | 暴 投 | ボ 丨 ク | 失 点 | 自 責 点 | 防 御 率 | W H I P |
| -------- | -------- | ----- | ----- | ----- | ----- | -------- | ----- | ----- | -------- | ----------- | ----- | ----- | -------- | -------- | ----------- | -------- | ----- | -------- | -------- | ----- | -------- | ----- | -------- | -------- | ------- |
| 2016     | SF       | 22    | 12    | 0     | 0     | 0        | 3     | 5     | 0        | 1           | .375  | 355   | 84.0     | 84       | 11          | 26       | 5     | 4        | 54       | 1     | 0        | 42    | 40       | 4.29     | 1.31    |
| 2017     | SF       | 18    | 0     | 0     | 0     | 0        | 0     | 3     | 1        | 0           | .000  | 135   | 31.2     | 28       | 4           | 11       | 2     | 1        | 34       | 1     | 0        | 18    | 18       | 5.12     | 1.23    |
| 2019     | ヤクルト | 4     | 4     | 0     | 0     | 0        | 1     | 1     | 0        | 0           | .500  | 68    | 17.2     | 11       | 1           | 5        | 0     | 1        | 12       | 0     | 0        | 3     | 3        | 1.53     | 0.91    |
| 2020     | ヤクルト | 12    | 12    | 0     | 0     | 0        | 4     | 4     | 0        | 0           | .500  | 285   | 67.1     | 56       | 4           | 27       | 1     | 6        | 52       | 2     | 0        | 25    | 20       | 2.67     | 1.23    |
| 2021     | ヤクルト | 24    | 13    | 0     | 0     | 0        | 5     | 3     | 1        | 3           | .625  | 339   | 77.0     | 82       | 9           | 32       | 0     | 5        | 70       | 1     | 0        | 32    | 31       | 3.62     | 1.48    |
| 2022     | サムスン | 30    | 29    | 0     | 0     | 0        | 6     | 8     | 0        | 0           | .429  | 714   | 173.2    | 151      | 7           | 50       | 0     | 4        | 159      | 6     | 0        | 61    | 48       | 2.49     | 1.16    |
| 2023     | サムスン | 19    | 19    | 0     | 0     | 0        | 4     | 7     | 0        | 0           | .364  | 479   | 108.0    | 129      | 3           | 32       | 0     | 2        | 88       | 6     | 0        | 54    | 47       | 3.92     | 1.49    |
| 2024     | BAL      | 32    | 24    | 0     | 0     | 0        | 9     | 7     | 0        | 1           | .563  | 565   | 133.2    | 130      | 17          | 43       | 1     | 3        | 108      | 2     | 1        | 56    | 55       | 3.70     | 1.29    |
| MLB：3年 | MLB：3年 | 72    | 36    | 0     | 0     | 0        | 12    | 15    | 1        | 2           | .444  | 1055  | 249.1    | 242      | 32          | 80       | 8     | 8        | 196      | 4     | 1        | 116   | 113      | 4.08     | 1.29    |
| NPB：3年 | NPB：3年 | 40    | 29    | 0     | 0     | 0        | 10    | 8     | 1        | 3           | .556  | 692   | 162.0    | 149      | 14          | 64       | 1     | 12       | 134      | 3     | 0        | 60    | 54       | 3.00     | 1.32    |
| KBO：2年 | KBO：2年 | 49    | 48    | 0     | 0     | 0        | 10    | 15    | 0        | 0           | .400  | 1193  | 281.2    | 280      | 10          | 82       | 0     | 9        | 247      | 12    | 0        | 115   | 95       | 3.04     | 1.29    |

- 2024年度シーズン終了時

### 年度別守備成績
| 年 度 | 球 団    | 投手  | 投手  | 投手  | 投手  | 投手  | 投手     |
| 年 度 | 球 団    | 試 合 | 刺 殺 | 補 殺 | 失 策 | 併 殺 | 守 備 率 |
| ----- | -------- | ----- | ----- | ----- | ----- | ----- | -------- |
| 2016  | SF       | 22    | 8     | 15    | 1     | 3     | .958     |
| 2017  | SF       | 18    | 5     | 3     | 0     | 0     | 1.000    |
| 2019  | ヤクルト | 4     | 0     | 2     | 0     | 1     | 1.000    |
| 2020  | ヤクルト | 12    | 7     | 10    | 0     | 0     | 1.000    |
| 2021  | ヤクルト | 24    | 5     | 16    | 0     | 3     | 1.000    |
| 2022  | サムスン | 30    | 15    | 27    | 2     | 4     | .955     |
| 2023  | サムスン | 19    | 6     | 18    | 0     | 2     | 1.000    |
| 2024  | BAL      | 32    | 9     | 15    | 1     | 2     | .960     |
| MLB   | MLB      | 72    | 22    | 33    | 2     | 5     | .965     |
| NPB   | NPB      | 40    | 12    | 28    | 0     | 4     | 1.000    |
| KBO   | KBO      | 49    | 21    | 45    | 2     | 6     | .971     |

- 2024年度シーズン終了時

### 記録

#### NPB
初記録
投手記録
- 初登板・初先発登板・初勝利・初先発勝利：2019年4月25日、対読売ジャイアンツ6回戦（明治神宮野球場）、6回無失点
- 初奪三振：同上、3回表に坂本勇人から空振り三振
- 初セーブ：2021年10月3日、対広島東洋カープ22回戦（MAZDA Zoom-Zoom スタジアム広島）、9回裏に5番手で救援登板・完了、1回無失点

打撃記録
- 初打席：2019年4月25日、対読売ジャイアンツ6回戦（明治神宮野球場）、2回裏に菅野智之から空振り三振
- 初安打：2019年5月2日、対横浜DeNAベイスターズ6回戦（横浜スタジアム）、3回表に今永昇太から右前安打

### 背番号
- 56（2016年 - 2017年）
- 70（2019年）
- 43（2020年 - 2021年）
- 57（2022年 - 2023年）
- 49（2024年 - ）

### 登場曲
- 「La Cadera」La Melodia Perfecta, シャーレーン & Mozart La Para（2019年 - 2021年）
- 「Sapés comme jamais (feat. Niska) - Pilule bleue」GIMS（2021年）
- 「Acordeão」Tiësto, MOSKA（2021年）